# Brezovica (Zagreb)
Pour les articles homonymes, voir Brezovica.
Brezovica est un district ou arrondissement de la ville de Zagreb, capitale de la Croatie. Il est l'un des trois districts de Novi Zagreb, partie de la ville qui se trouve au sud de la Save, zone résidentielle qui a été développée à partir des années 1950 ; de ces trois districts, c'est le plus éloigné, au sud, du centre-ville historique de Zagreb situé au nord de la Save. Il s'est constitué autour d'une ancienne bourgade suburbaine et il est loin d'être complètement urbanisé.
La population du district était de 12 030 habitants au recensement de 2011.
Le district est traversé par l'autoroute A1 qui relie Zagreb à la côte dalmate.

## Lieux remarquables
- Le château de Brezovica, édifice du XVIIIe siècle, au milieu d'un parc. Les familles riches de Zagreb se sont fait construire à cette époque des résidences dans la campagne autour de Zagreb, à Brezovica, à Miljana, à Lobor ou à Bistra[1]. Brezovica appartenait à la famille Drašković. En juin 1775 est fondée dans ce château la Grande Loge de Croatie (Latomia libertatis sub Corona Hungariae in Provinciam redacta), qui se développe ensuite dans tout l'empire des Habsbourg sous la conduite de son grand-maître Ivan Drašković[2] (1744-1788). Le château a servi de lieu de tournage pour le film Penelope du réalisateur australien Ben Ferris (en) (2009).